# جاستین کورنول
جاستین مایکل کورنول (به انگلیسی: Justin Michael Cornwell) (زادهٔ ۵ نوامبر ۱۹۸۸) بازیگر، نویسنده و موسیقی‌دان آمریکایی است که بیشتر برای بازی در نقش جرونیکس در فیلم طنین جنگل: داستان کریسمس، مارکوس هارگریوز در آکادمی آمبرلا و نقش چارلی در فیلم ویرانی شناخته می‌شود.